# بلدة بيدفورد (مقاطعة مونرو)
بيدفورد، مقاطعة مونرو (بالإنجليزية: Bedford Township, Monroe County, Michigan)‏ هي بلدة تقع بولاية ميشيغان في الولايات المتحدة. تبلغ مساحتها 101.7 (كم²)، وترتفع عن سطح البحر 198 م، بلغ عدد سكانها 31085 نسمة في عام تعداد الولايات المتحدة 2010 حسب إحصاء مكتب تعداد الولايات المتحدة وتصل الكثافة السكانية فيها 282.4 نسمة/كم2.

## وصلات خارجية
- - The US50 - Cities and Towns in Michigan State
- Michigan Cities and Towns, Facts, Map, Flag, Colleges, Government, and More